# Panzer-Lehr-Division
Panzer-Lehr-Division var en tysk pansardivision, bildad i början av 1944. "Lehr" (betyder ung. "utbildning") syftar på att divisionen delvis bildades från instruktörskadrar från olika pansarskolor i Tyskland. Divisionen benämns ibland 130. Panzer-Division. Divisionens symbol var ett "L".

## Tillkomst
Divisionen började sättas upp i januari 1944 i området kring Nancy och Verdun. Det tyska ordet Lehr betyder utbildning eller uppvisning och användes för att beteckna skolförband eller utvecklingsförband i Wehrmacht, divisionen byggdes upp med en stomme från flera sådan skolförband. Divisionen ansågs från första början vara en elitenhet då den leddes av instruktörer och stridserfarna veteraner. Divisionen sändes till Ungern i mars 1944, men skickades snart tillbaka Frankrike i maj 1944 för att ingå i pansarreserven som skulle möta den väntade invasionen.

## Slag
Divisionen beordrades rycka fram mot invasionsområdet redan den 6 juni 1944 och nådde frontlinjen den 9 juni vid Bayeux. Divisionen stred främst mot britterna kring Caen och led mycket svåra förluster. Divisionen drogs sedan ur linjen och förflyttades västerut för att deltaga i Operation Lüttich som syftade till att skära av de amerikanska förband som hade brutit sig ut under Operation Cobra. Förbandet har i efterkrigslitteraturen ofta beskrivits som ett elitförband, bland annat på grund av den ovanligt rikliga tilldelningen av stridsvagnar typ Panther och pansarskyttefordon.
Efter nederlaget i Normandie drogs Panzer Lehr tillbaka till Tyskland för återuppbyggnad vis Sennelager. Trots att Panzer Lehr var långtifrån komplett sattes divisionen ånyo in i strid under Ardenneroffensiven som en del av Hasso von Manteuffels 5. Panzerarmee i december 1944. Återigen led divisionen svåra förluster. Efter den misslyckade offensiven deltog Panzer Lehr i försvaret av västra Tyskland under 1945 fram till krigsslutet. Divisionen var ett av de relativt få tyska pansarförband som aldrig sattes in på östfronten.

## Divisionschefer
- Generallöjtnant Fritz Bayerlein (10 jan 1944 - 20 jan 1945)
- Generalmajor Horst Niemack (20 jan 1945 - ? april 1945)

## Organisation
130.Panzer-Lehr-Division
- Panzer-Lehr- Regiment 130
  - I. Abteilung, Pz.Rgt.6
  - II. Abteilung, Pz.-Lehr-Rgt.130
  - 316.Panzerkompanie (Funklenk)
- Panzergrenadier- Lehr-Regiment 901
  - I. Battalion, PzGr-Lehr-Rgt.901
  - II. Battalion, PzGr-Lehr-Rgt.901
- Panzergrenadier- Lehr-Regiment 902
  - I. Battalion, PzGr-Lehr-Rgt.902
  - II. Battalion, PzGr-Lehr-Rgt.902
- Panzer-Artillerie-Lehr-Regiment 130
- Panzeraufklärungs-Lehr-Abteilung 130
- Panzer-Lehr-Pionier-Bataillon 130
- Panzerjäger-Abteilung 130
- Panzer-Flak-Artillerie-Abteilung 311